# Pomacentrus coelestis

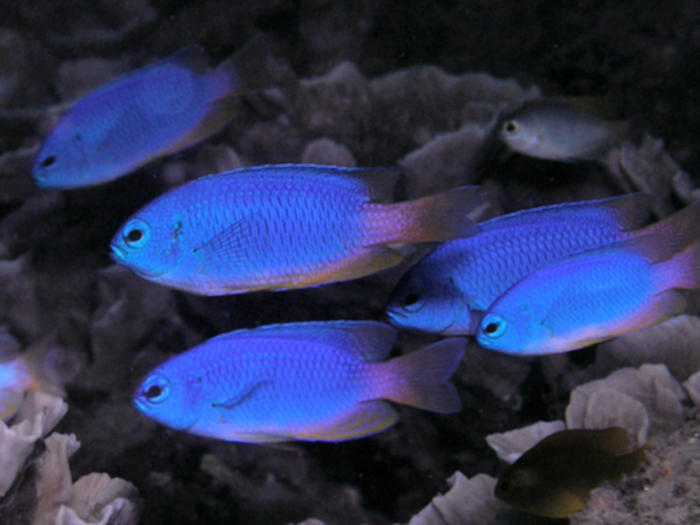
Grupo de P. coelestis

Pomacentrus coelestis es una especie de peces de la familia Pomacentridae en el orden de los Perciformes.

## Morfología
Los machos pueden llegar alcanzar los 9 cm de longitud total.

## Hábitat
Es un pez de mar.

## Distribución geográfica
Se encuentra desde Sri Lanka hasta las Islas de la Línea y el sur del Japón.